# Pseudotelegeusis oculatus
Pseudotelegeusis oculatus är en skalbaggsart som beskrevs av Wittmer 1976. Pseudotelegeusis oculatus ingår i släktet Pseudotelegeusis och familjen Telegeusidae. Inga underarter finns listade i Catalogue of Life.